# Emma (film 1996)
Emma – amerykańsko-brytyjska komedia romantyczna z 1996 roku na podstawie powieści Emma Jane Austen.

## Opis fabuły
Emma Woodhouse zawdzięcza swoją pozycję społeczną zdrowemu rozsądkowi i majątkowi swojego ojca. Za swój życiowy cel obiera uszczęśliwianie innych. Co prawda Emma postanowiła nigdy nie wyjść za mąż, jednak nie przeszkadza jej to – z braku innych zajęć – w swataniu innych. Ośmielona sukcesem wydania za mąż swojej guwernantki, postanawia odnaleźć kandydata na męża dla swojej przyjaciółki Harriet Smith. Harriet jest urodziwa, ale niezbyt inteligentna i ma dość wątpliwe pochodzenie. Niestety, sprawy nie układają się po myśli Emmy. Potencjalni kandydaci woleliby już ożenić się z Emmą niż Harriet.

## Główne role
- Gwyneth Paltrow – Emma Woodhouse
- James Cosmo – pan Weston
- Greta Scacchi – pani Weston
- Alan Cumming – pan Elton
- Denys Hawthorne – pan Woodhouse
- Sophie Thompson – panna Bates
- Jeremy Northam – pan Knightley
- Toni Collette – Harriet Smith
- Kathleen Byron – pani Goddard
- Phyllida Law – pani Bates
- Edward Woodall – Robert Martin
- Ewan McGregor – Frank Churchill

## Nagrody i nominacje
Oscary za rok 1996
- Najlepsza muzyka w komedii lub musicalu – Rachel Portman
- Najlepsze kostiumy – Ruth Myers (nominacja)

Nagroda Satelita 1996
- Najlepsza aktorka w komedii lub musicalu – Gwyneth Paltrow